# Valérie Boisgel
Valérie Boisgel est une actrice et écrivaine française née Andrée Paule Boisgelot le 28 octobre 1944 à Blida (Algérie), et morte le 3 novembre 2014 dans le 15e arrondissement de Paris,.

## Biographie

### Vedette de l'érotisme
Après plusieurs petites apparitions au cinéma et à la télévision, Valérie Boisgel obtient un rôle plus important dans La Rose écorchée (1970) où on la voit, encore brune, face à Anny Duperey. Après Dossier Prostitution de Jean-Claude Roy, la carrière de l'actrice s'oriente vers l'érotisme. Elle devient une vedette d'un genre qui connaît alors sa période faste. Elle enchaîne les rôles principaux sous la direction de José Benazeraf (Le Sexe nu, 1973), Guy Maria (Des filles expertes en jeux clandestins, 1974) ou Max Pécas (Sexuellement vôtre, 1974).
Mais l'érotisme soft est bientôt remplacé dans les salles par le hardcore. En octobre 1975, l'actrice a la désagréable surprise de voir sortir, sous le titre Le Feu au ventre, un film a tourné quelques mois auparavant truffé à son insu d'inserts hard. La pratique du « caviardage », qui se généralise dans cette période de transition, écœure l'actrice qui décide d'abandonner le cinéma érotique. Refusant de tourner dans des films pornographiques, l'actrice qui naguère enchaînait les contrats se retrouve au chômage. Trop identifiée au genre, elle ne fera plus que de rares apparitions à l'écran.
Son expérience dans le cinéma érotique et le développement de la pornographie en France lui inspirent un spectacle solo intitulé La Prostituée divine et présenté au Café théâtre le Sélénite dans une mise en scène de Yan Brian, son partenaire de Le Feu au ventre.

### Femme de théâtre
Passionnée de théâtre, elle a notamment joué aux côtés de Daniel Gélin dans Le Scénario de Jean Anouilh (1977). Elle a dirigé et animé pendant quatre ans l'Espace Kiron dans le 11e arrondissement de Paris puis a ouvert un cabaret, Le Pied Bleu, à Pigalle pour donner carte blanche aux comédiens, musiciens, chanteurs... Elle a également exercé les fonctions d'attachée de presse et de directrice de la communication pour différents CDN, pour des compagnies théâtrale, dans le cadre de festivals (Avignon, Cannes...), ainsi que pour une maison de production cinématographique spécialisée dans les problèmes de société (Les Films Grain de Sable).

### Écrivain reconnue
Depuis le début des années 2000, Valérie Boisgel se consacre essentiellement à la littérature. Ses deux premiers romans sur la passion amoureuse De l'aube à la Nuit (2004) et Captive (2005), préfacés par Pierre Bourgeade, recueillent d'excellentes critiques. Elle enregistre en 2006 un CD de lecture du célèbre livre de Régine Deforges L'orage. Elle publie encore des nouvelles érotiques dans une série de recueils collectifs qui presentent également des textes de Françoise Rey, Élisabeth Barillé ou Brigitte Lahaie.
Au milieu des années 2000 Valérie Boisgel renoue avec l'Afrique du Nord de son enfance et s'installe au Maroc. En 2012, elle fait le récit de ses souvenirs dans Autobiographie d'un chat aux Éditions Édilivre. Peluche, l'héroïne à quatre pattes, raconte sa vie d'une façon drôle, espiègle, émouvante sans oublier de donner des coups de griffes sur la façon de vivre des humains.

## Filmographie

### Cinéma
- 1965 : Le Chant du monde, de Marcel Camus : la gitane aux seins nus
- 1965 : Alphaville, une étrange aventure de Lemmy Caution, de Jean-Luc Godard : la deuxième séductrice
- 1966 : Angélique et le Roy, de Bernard Borderie
- 1970 : Hello-Goodbye, de Jean Negulesco
- 1970 : La Rose écorchée, de Claude Mulot : Catherine
- 1970 : Dossier prostitution, de Jean-Claude Roy : Mariette
- 1970 : Les Novices, de Guy Casaril
- 1972 : Les Charlots font l'Espagne, de Jean Girault
- 1973 : Le Sexe nu, de José Benazeraf : la maîtresse d'Alain
- 1974 : Le Tango de la perversion, de Pierre-Claude Garnier : Loretta
- 1974 : Des filles expertes en jeux clandestins, de Guy Maria : Rolande Glory
- 1974 : Les Enjambées (L'Amour pas comme les autres), de Jeanne Chaix : Nicole Degand
- 1974 : La Dévoreuse ('Angelina), d'André Teisseire : Jane
- 1974 : Le Polygame, de Maurice Jacquin junior et Norbert Terry : Élisabeth Winter
- 1974 : Le Corps a ses raisons, de Eddy Naka : Valérie
- 1974 : Le Rallye des joyeuses, de Serge Korber : Martine
- 1974 : Sexuellement vôtre, de Max Pécas : Alice de Clermont
- 1975 : Les Mecs les flics et les p... (Les tringleuses) d'Alphonse Beni
- 1975 : Le Feu au ventre (La Villa), d'Alain Nauroy : Hélène
- 1978 : L'Hôtel de la plage de Michel Lang : La mère de Rose-Annie
- 1982 : Pourvoir de Patrice Énard [6]

### Télévision
- 1966 : Illusions perdues, mini-série de Maurice Cazeneuve
- 1967 : L'Arlésienne, téléfilm de Pierre Badel : la servante
- 1972 : Les Chemins de pierre, série télévisée de Joseph Drimal
- 1972 : Les Enquêtes du commissaire Maigret, téléfilm de Claude Boissol, épisode Maigret en meublé : l'infirmière
- 1973 : Le Double Assassinat de la rue Morgue, téléfilm de Jacques Nahum : la fille de joie
- 1974 : Les Faucheurs de marguerites, mini-série de Marcel Camus
- 1978 : L'inspecteur mène l'enquête, épisode De main de maître
- 1979 : Une fille seule, série télévisée de René Lucot : Nathalie

## Théâtre
- 1972 : Marcel sera content, de Michèle Barbier, théâtre de l’Œuvre, festival d'Avignon (création).
- 1973 : Rosa Rosis de Claire-Lise Charbonnier d'après Kazimierz Braun, m.e.s de Guy Kayat (comédie musicale présentée pour l'ouverture du théâtre de Malakoff, elle interprète le rôle de la femme rêvée aux côtés de Michel Jonasz)
- 1975 : La Prostituée divine, m.e.s. de Yan Brian, one-woman-show, Café théâtre le Sélénite.
- 1975 : La Culture Physique, de Raphael Delpard, Café théâtre le Sélénite (avec Yan Brian).
- 1977 : Le Scénario de Jean Anouilh, m.e.s. de Jean Anouilh et Roland Piétri, Théâtre des Célestins, tournée Herbert-Karsenty (avec Daniel Gélin et Jean Barney)
- 1978 : Classiques du grand guignol, tournée théâtrale à travers la France, tournées Barret

## Livre audio
- 2006 : L'Orage, livre-CD, lecture du roman de Régine Deforges.

## Photographie
- 1975 : Sex stars system n° 8, décembre 1975 (couverture, interview)

## Publications
- 2004 : De l'aube à la nuit - préface de Pierre Bourgeade - Éditions Blanche, 2004  (ISBN 9782846280761)
- 2005 : Captive - préface de Pierre Bourgeade - Éditions Blanche, 2005   (ISBN 9782846281126) - J'ai lu, 2008  (ISBN 9782290011515)
- 2005 : Femmes amoureuses - collectif de nouvelles - Éditions Blanche, 2005  (ISBN 9782846281058) - Pocket, 2006  (ISBN 9782266152976)
- 2006 : Pulsions de femmes - collectif de nouvelles - Éditions Blanche, 2006  (ISBN 9782846281324) - Pocket, 2007  (ISBN 9782266162104)
- 2007 : Extases de femmes - collectif de nouvelles - Éditions Blanche, 2007  (ISBN 9782846281607) - Pocket, 2008  (ISBN 9782266165662)
- 2009 : Rêves de femmes - collectif de nouvelles - Éditions Blanche, 2009  (ISBN 9782846282130)
- 2011 : Transports de femmes - collectif de nouvelles - Éditions Blanche, 2011  (ISBN 9782846282727)
- 2012 : Autobiographie d'un chat - Edilivre collection Classique , 2012  (ISBN 9782332518767)
- 2012 : On entend parler la mer - nouvelle, publication numérique 12-21, 2012
- 2013 : La vieille maquerelle de Lawuina - nouvelle, publication numérique 12-21, 2013